# Municipio de Tlilapan
El municipio de Tlilapan (náhuatl Agua Negra) es el municipio más pequeño del Estado de Veracruz se encuentra ubicado en la zona centro, llamada de las altas Montañas. Está ubicado en las coordenadas 18°48′25.9″N 97°5′51.66″O / 18.807194, -97.0976833 y cuenta con una altitud de 1160 m s. n. m. Su cabecera es la localidad de Tlilapan.
El municipio lo conforman seis localidades en las cuales habitan 4536 personas. Es un municipio categorizado como semiurbano.
Tlilapan tiene un clima templado y un poco húmedo con abundantes lluvias en verano y algunas más en otoño e invierno.
El municipio de Tlilapan celebra sus tradicionales fiestas en honor a Santiago Apóstol en el mes de julio.
El 90% de habitantes son católicos y el 9% pertenecen a la iglesia evangélica y otro 1% a la iglesia Lldm

## Límites
- Norte: Rafael Delgado
- Sur: San Andrés Tenejapan
- Este: Ixtaczoquitlán y Rafael Delgado
- Oeste: Rafael Delgado

## Historia
Originalmente Tlilapan dependía de la cabecera de Izúcar. Desde ahí los dominicos visitaron San Miguel Tlilapan, y aunque fue entregada al clero secular alrededor de 1640, la parroquia fue devuelta posteriormente a la orden de Santo Domingo.